# جون بويي
جون بويي (بالإنجليزية: John Bowie)‏ هو لاعب كرة قدم أمريكية أمريكي، ولد في 11 مايو 1984 في كولومبوس في الولايات المتحدة.

## وصلات خارجية
- جون بويي على موقع مرجع كرة القدم المحترفة.كوم (الإنجليزية)